# Episodi di Spyders (prima stagione)
Il 5 agosto 2019 Nickelodeon International annuncia l'inizio della produzione della nuova serie americoisraeliana Spyders. La serie fa il suo debutto il 18 Marzo 2020 su TeenNick in Israele. In Italia la serie va in onda dal 7 al 21 dicembre 2020 su Nickelodeon e in chiaro dal 5 al 16 luglio 2021 su Super!
| n° | Titolo originale | Titolo italiano        | Prima TV Israele | Prima TV Italia  |
| -- | ---------------- | ---------------------- | ---------------- | ---------------- |
| 1  | 1 פרק            | La scoperta            | 18 marzo 2020    | 7 dicembre 2020  |
| 2  | 2 פרק            | I Ficcanaso            | 18 marzo 2020    | 7 dicembre 2020  |
| 3  | 3 פרק            | Il diversivo           | 18 marzo 2020    | 8 dicembre 2020  |
| 4  | 4 פרק            | L'intrusione           | 18 marzo 2020    | 8 dicembre 2020  |
| 5  | 5 פרק            | Sotto copertura        | 22 marzo 2020    | 9 dicembre 2020  |
| 6  | 6 פרק            | Informazioni utili     | 23 marzo 2020    | 9 dicembre 2020  |
| 7  | 7 פרק            | La ricerca             | 24 marzo 2020    | 10 dicembre 2020 |
| 8  | 8 פרק            | L'appostamento         | 25 marzo 2020    | 10 dicembre 2020 |
| 9  | 9 פרק            | Il Blue Bird           | 29 marzo 2020    | 11 dicembre 2020 |
| 10 | 10 פרק           | Il messaggio           | 30 marzo 2020    | 11 dicembre 2020 |
| 11 | 11 פרק           | Spalle al muro         | 31 marzo 2020    | 14 dicembre 2020 |
| 12 | 12 פרק           | La copertura           | 1 aprile 2020    | 14 dicembre 2020 |
| 13 | 13 פרק           | Una nuova pista        | 5 aprile 2020    | 15 dicembre 2020 |
| 14 | 14 פרק           | Cuore infranto         | 6 aprile 2020    | 15 dicembre 2020 |
| 15 | 15 פרק           | L'ospite               | 7 aprile 2020    | 16 dicembre 2020 |
| 16 | 16 פרק           | Lo scambio             | 8 aprile 2020    | 16 dicembre 2020 |
| 17 | 17 פרק           | Scoperti               | 12 aprile 2020   | 17 dicembre 2020 |
| 18 | 18 פרק           | La grande fuga         | 13 aprile 2020   | 17 dicembre 2020 |
| 19 | 19 פרק           | Doppio gioco           | 14 aprile 2020   | 21 dicembre 2020 |
| 20 | 20 פרק           | Una svolta inaspettata | 19 aprile 2020   | 21 dicembre 2020 |